# Заплава

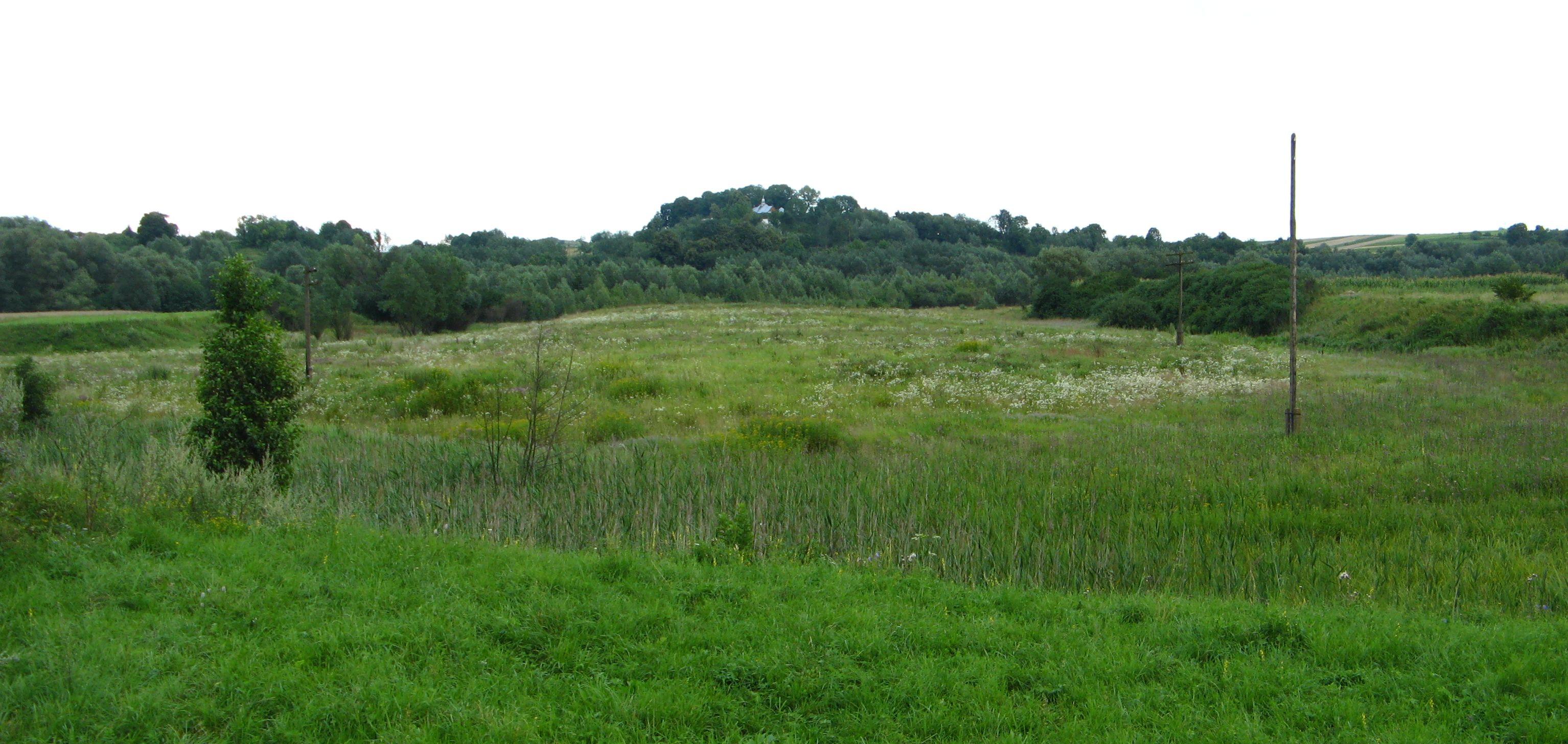
Заплава річки Вирва (на передньому плані — стариця)

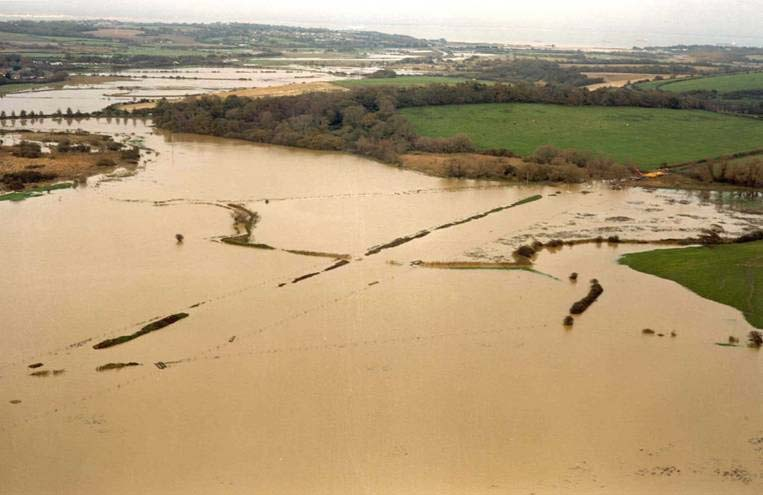
Заплава рівнинної річки

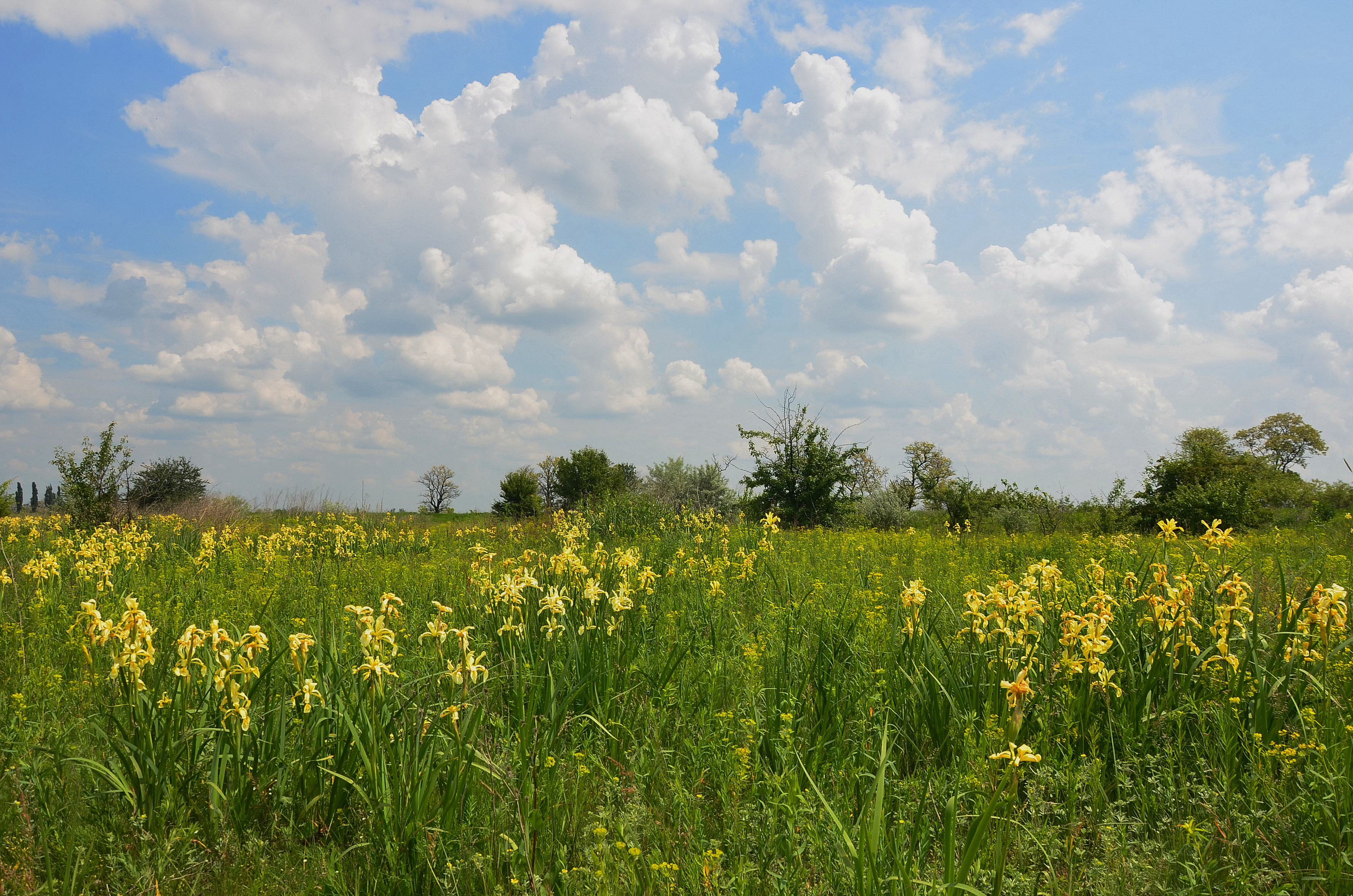
Заплава біля р. Оріль

Запла́ва — частина річкової долини, що лежить вище від меженевого рівня води в річці й періодично затоплюється під час повені. 
Утворюється майже на всіх рівнинних річках та гірських річках, крім ділянок з порогами й водоспадами та вузьких ущелин. Формування заплави — це етап розвитку річкової долини: завершено вироблення поздовжнього профілю рівноваги, глибинна ерозія змінилась боковою, і через цю ерозію розширилась річкова долина. Заплава утворюється через зміщений меандр униз по течії, а початок її формування — прируслова обмілина при опуклій частині руслової звивини. У річковій долині завдяки тривалій через довгу еволюцію виникає заплава, а долина стає на взір як скриня. 
Основна частина заплави — центральна заплава. Там у повінь відкладаються дрібні глинисті частинки алювію, дрібнозернисті піски та супіски. 
Заплава належить до досить динамічних форм рельєфу. Через руслові процеси переміщається алювій та утворюються прируслові обмілини й прируслові вали (розмежовують річище й знижену частину заплави). Рельєф заплави ускладнений прирусловими валами, гривами, старицями, дюнами, останцями першої надзаплавної тераси та іншими елементами. 
Щодо характеру рельєфу заплави розрізняють: 
- сегментні (характерні для меандруючих, рівнинних річок);
- паралельно-гривисті (переважно однобокі, формуються у великих річках, зокрема в Дніпра, з широкими долинами й зміщені в правий або лівий бік берега, де часто утворюються озера);
- обваловані (характерні переважно для передгірних нахилених рівнин).

Класифікація заплав щодо будови:
- акумулятивні (утворені алювіальними відкладами, з нормальною потужністю алювію);
- цокольні (малопотужний алювій).

Рослинність заплав переважно лучна, поширені чагарники; центральні та притерасні заплави великих річок часто вкриті ділянками заплавних лісів. Різноманітний тваринний світ заплав, особливо птахів.  

## Світлини

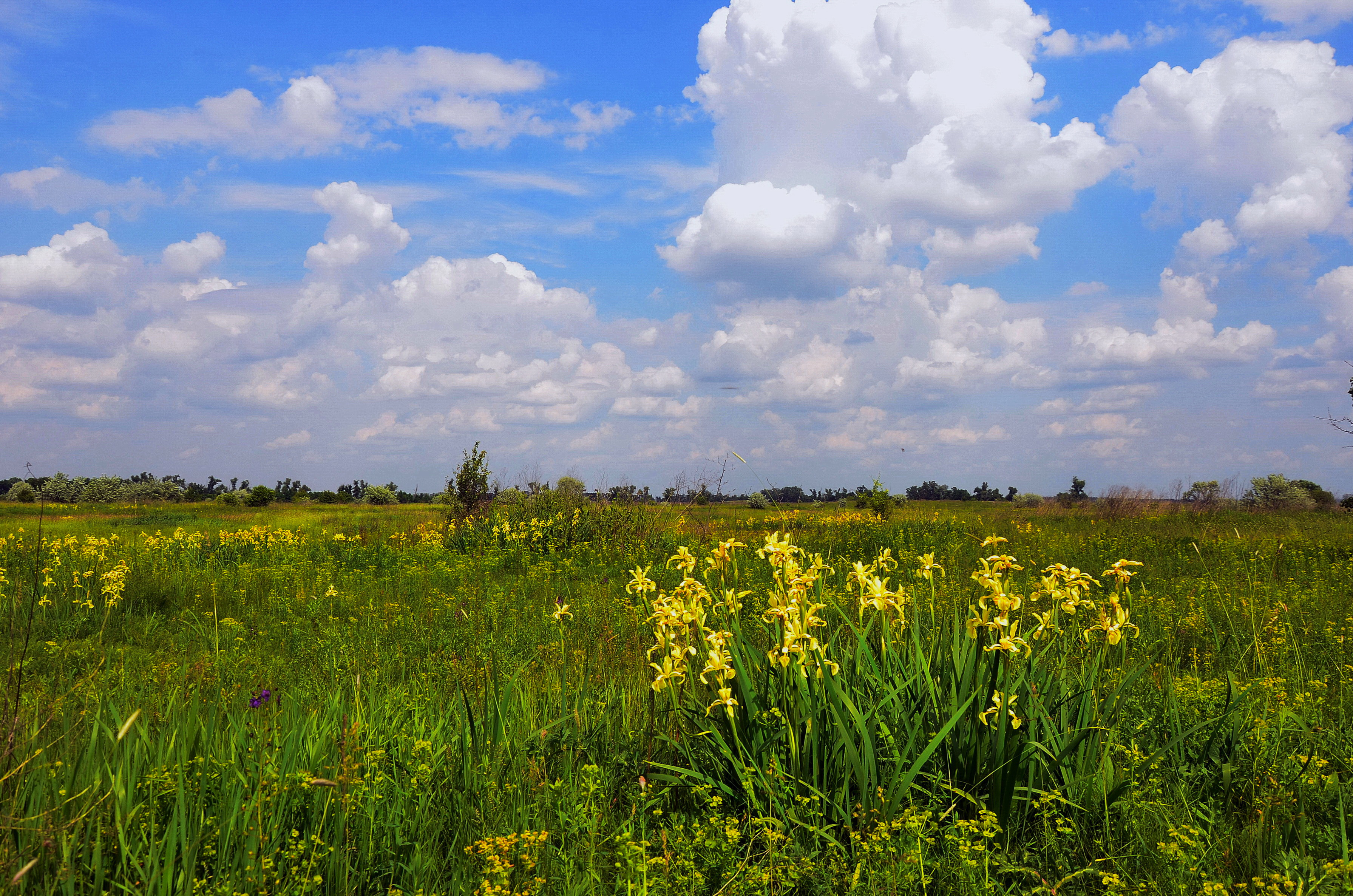
Заплава Орілі
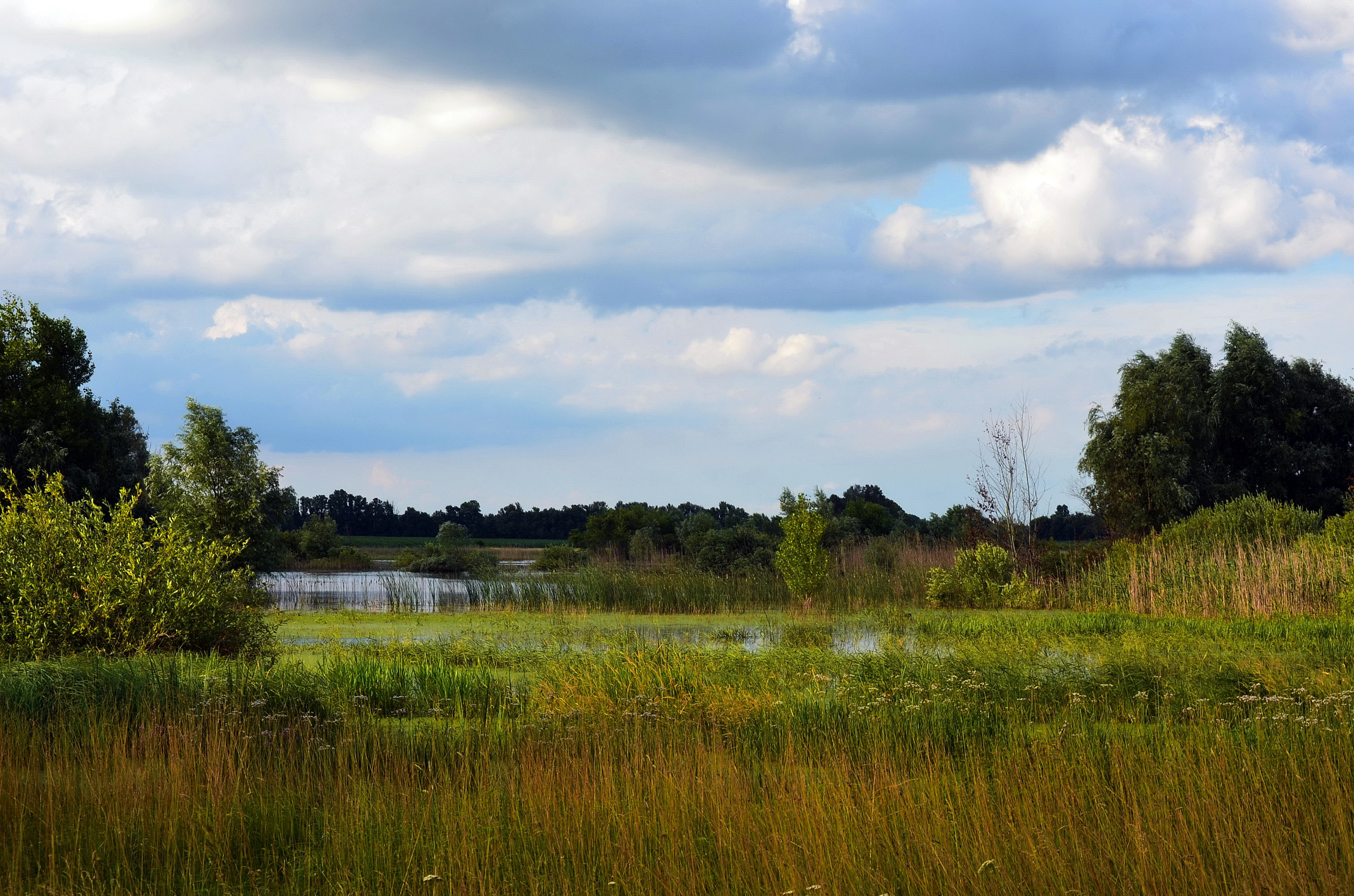
Заплави Ворскли
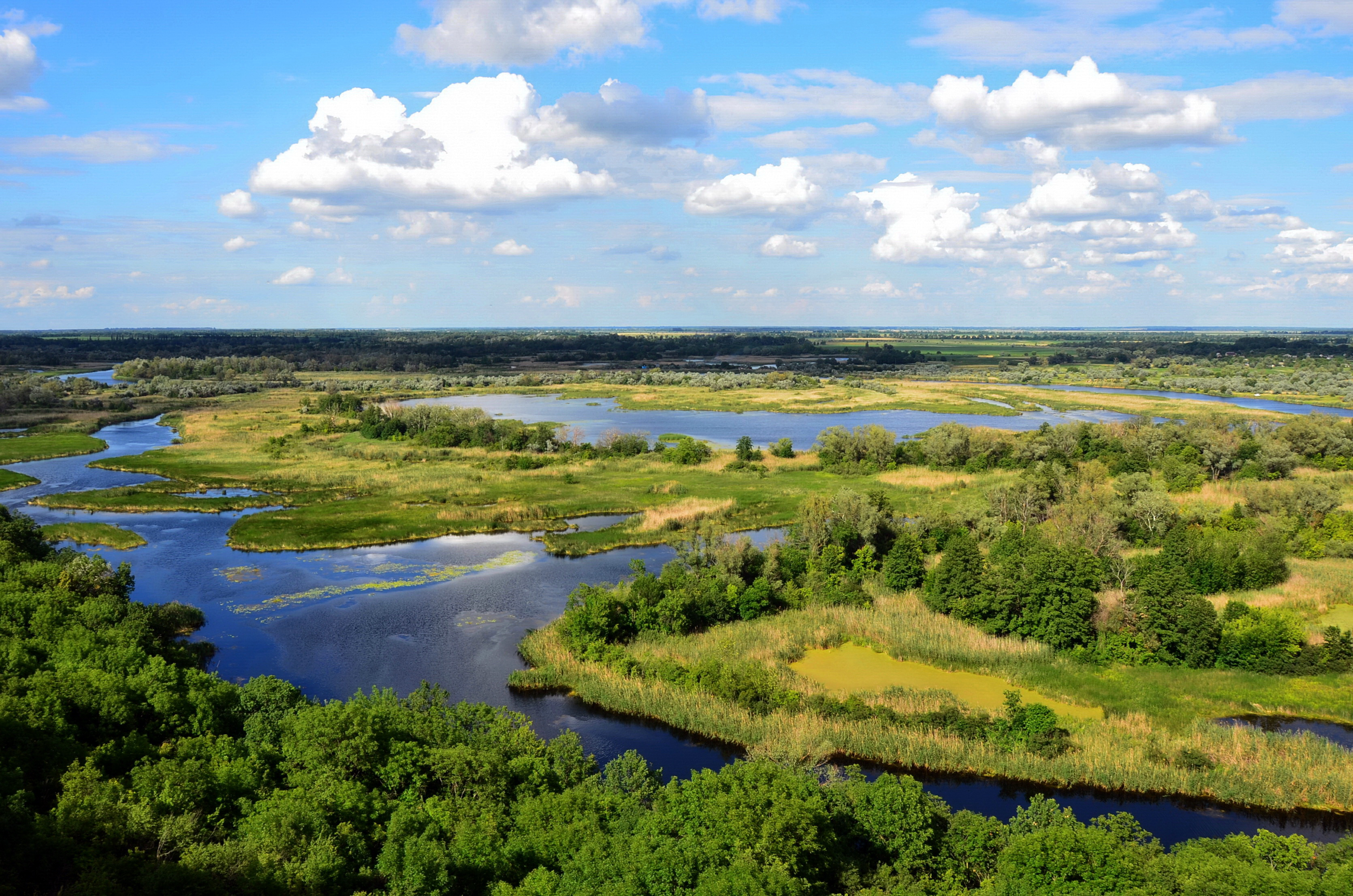
Заплавні береги Ворскли
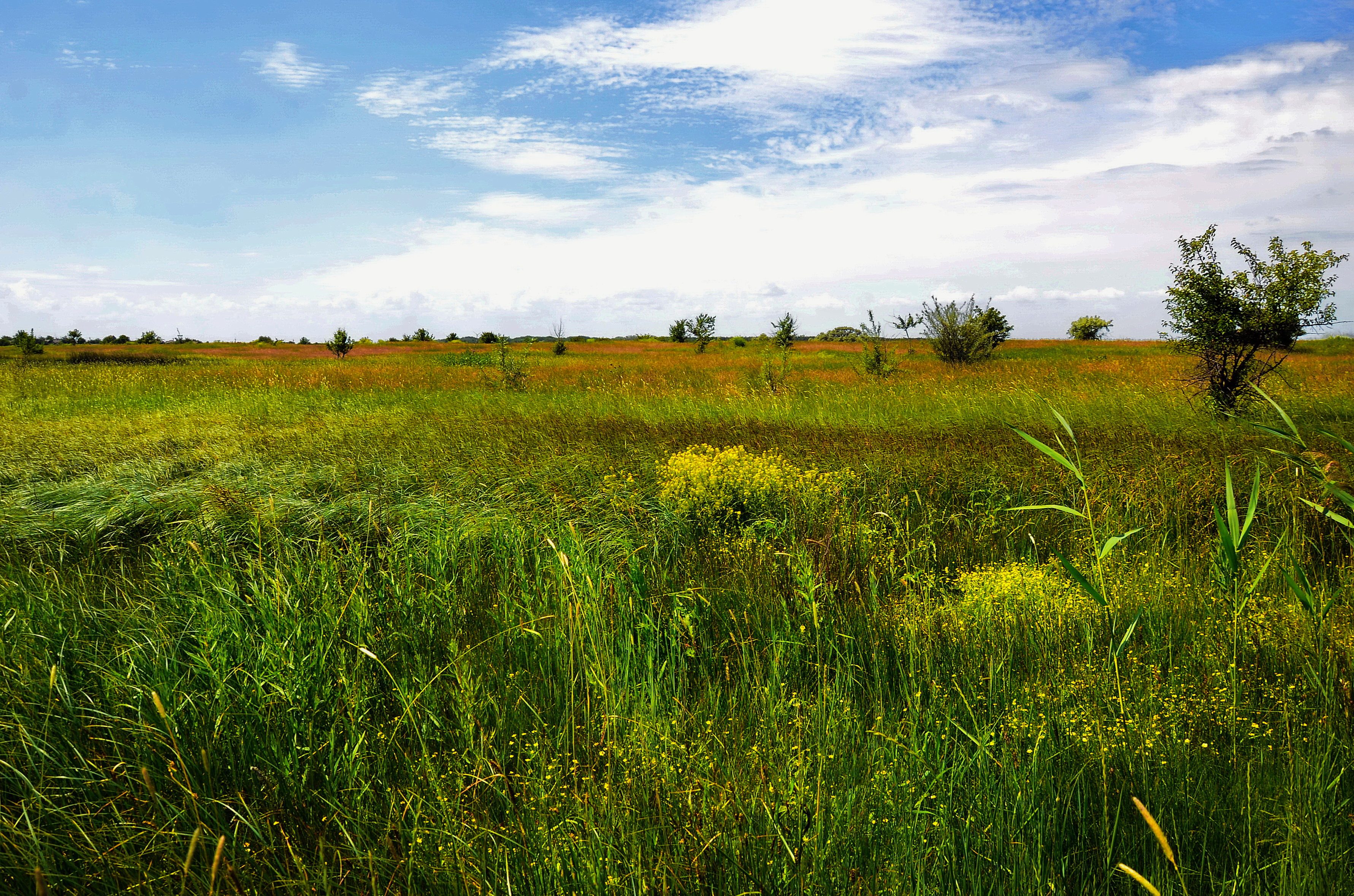
Запла́ва - річкова долина Орілі